# Oliarus quinquelineata
Oliarus quinquelineata är en insektsart som först beskrevs av Thomas Say 1830.  Oliarus quinquelineata ingår i släktet Oliarus och familjen kilstritar. Inga underarter finns listade i Catalogue of Life.